# 掛川市・袋井市病院企業団立中東遠総合医療センター
掛川市・袋井市病院企業団立中東遠総合医療センター（かけがわし・ふくろいしびょういんきぎょうだんりつちゅうとうえんそうごういりょうセンター、英語：Chutoen General Medical Center）は、静岡県掛川市に所在する総合病院。一部事務組合である掛川市・袋井市病院企業団により設置された。

## 概要
東海地震が発生した場合、影響を受ける地域であること、近隣の御前崎市には、浜岡原子力発電所の立地もあることから、災害拠点病院としての機能も備えている。日経ビジネスオンラインによる、2015年の病院経営力ランキングでは全国22位となった。

## 沿革

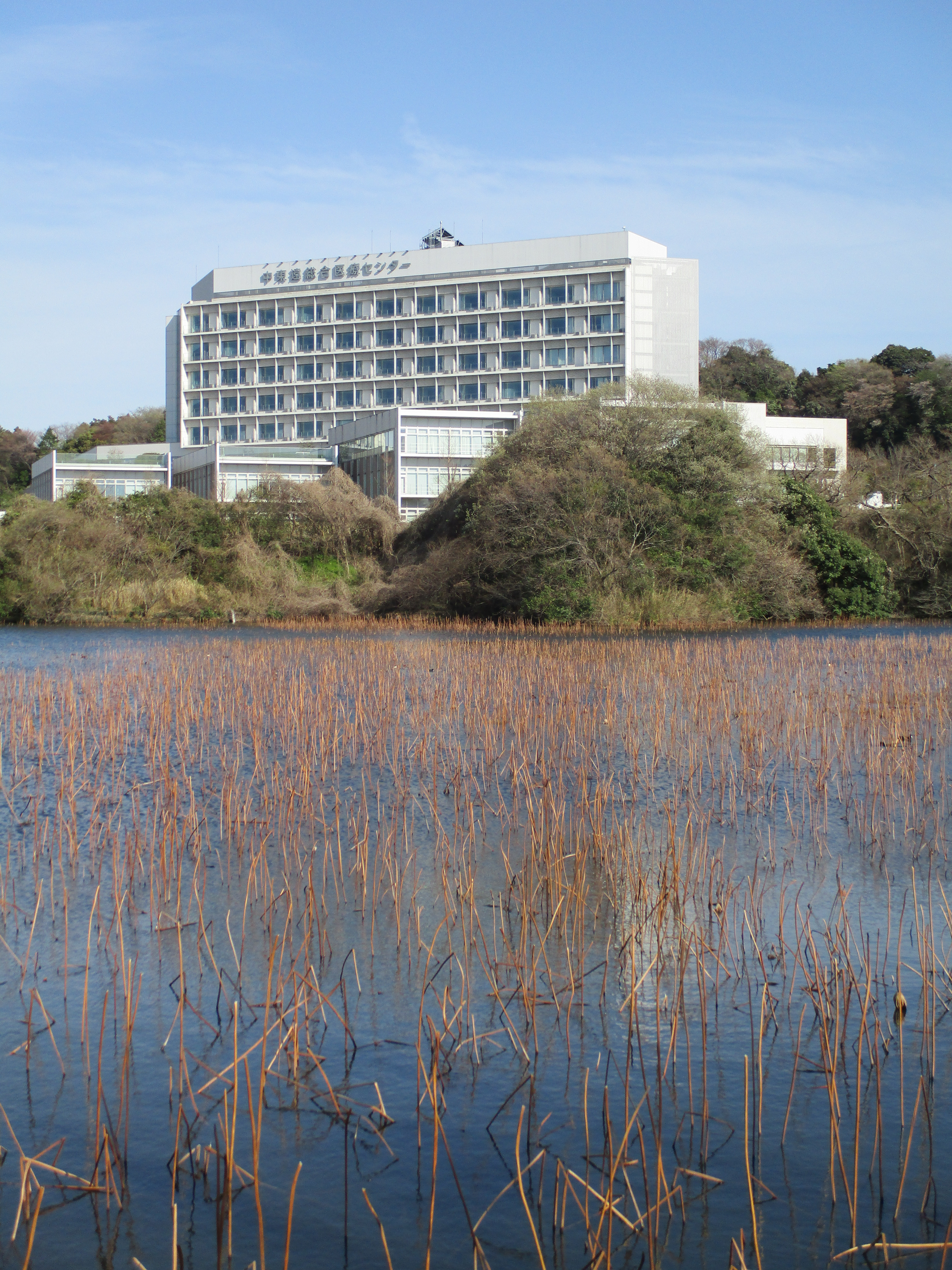
掛川市・袋井市病院企業団立中東遠総合医療センター（奥）と居沼池（手前）（2021年3月22日）

1979年に開院した袋井市民病院、1984年に開院した掛川市立総合病院はいずれも老朽化しており、建替えが浮上していた。
今後の病院のあり方に関する検討委員会が、袋井市では2006年2月、掛川市では同年8月に発足し、民間総合病院が立地していない中東遠医療圏の既存病床が過剰気味であること、資源の分散されたままでは、医療スタッフの確保が難しいことから、広域的な取り組みが望ましいと提言がなされた。
その後、掛川市郊外に統合した新病院を建設することが決定、2009年1月に掛川市、袋井市の両市長によって「新病院建設に関する協定書」が締結され、全国で最初の市立病院同士の統合が決定された。総事業費225億円のうち、掛川市が6割、袋井市が4割を分担した。同年12月には、中東遠地域医療再生計画に対して、地域医療再生基金25億円、新病院にも9.3億円の交付が内定された。
浜松医科大学の寺尾俊彦学長や、名古屋大学医学部附属病院長の松尾清一がリーダーシップを発揮し、2013年5月1日に開院した。開院時の医師は93人（嘱託5人、研修医8人）、開院1年後は103人（嘱託4人、研修医11人）となり、目標としていた100人を超えた。
旧二病院では、夜間は当直の医師2人で診療を行っていたが、新病院では救急科（救急センター）を設置し、専門医2人を含む医師5人体制を実現させた。

## 病院統合後の跡地
袋井市民病院の跡地には、2013年6月、後方支援病院である袋井市立聖隷袋井市民病院が開院、掛川市立総合病院跡地にも、2015年4月に介護老人保健施設や静岡県立掛川特別支援学校、認可保育所などを併設した民間病院が開院する。

## 診療科

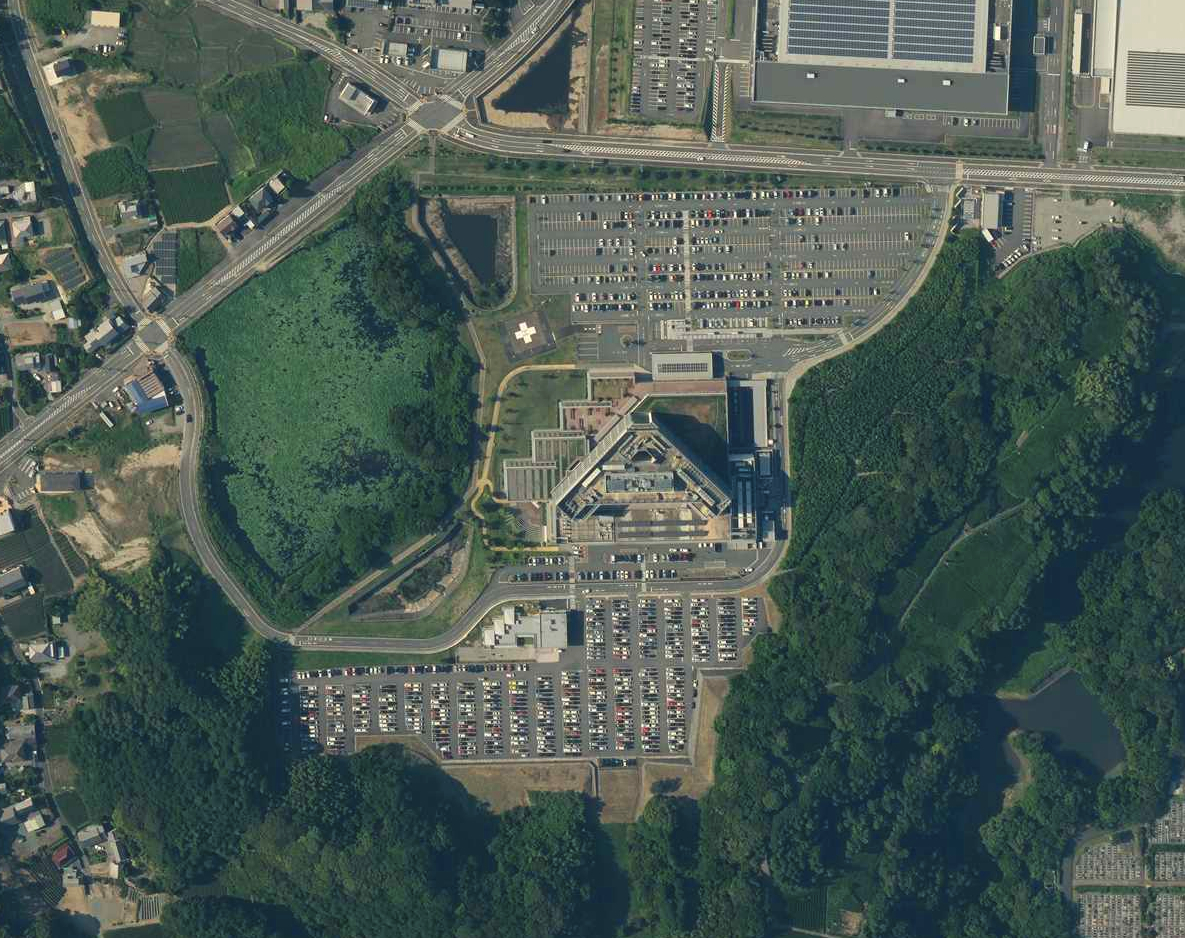
掛川市・袋井市病院企業団立中東遠総合医療センターの航空写真（2020年6月16日）

2019年末現在で公式サイトに記載されている診療科は以下の通り。
- 内科系診療科
  - 総合内科
  - 糖尿病・内分泌内科
  - 腎臓内科
  - 血液内科
  - 脳神経内科
  - 消化器内科
  - 循環器内科
  - 小児科
  - 呼吸器内科
- 外科系診療科
  - 外科
  - 整形外科
  - リウマチ科
  - 脳神経外科
  - 産婦人科
  - 泌尿器科
  - 皮膚科
  - 眼科
  - 耳鼻咽喉科
  - 歯科口腔外科
  - 麻酔科
  - 人工透析外科（休診中）
- 専門診療科・その他の診療科
  - 放射線診断科
  - 腫瘍放射線科
  - 病理診断科
  - 救急科
  - 臨床検査科
  - 外来化学療法室

## 交通アクセス

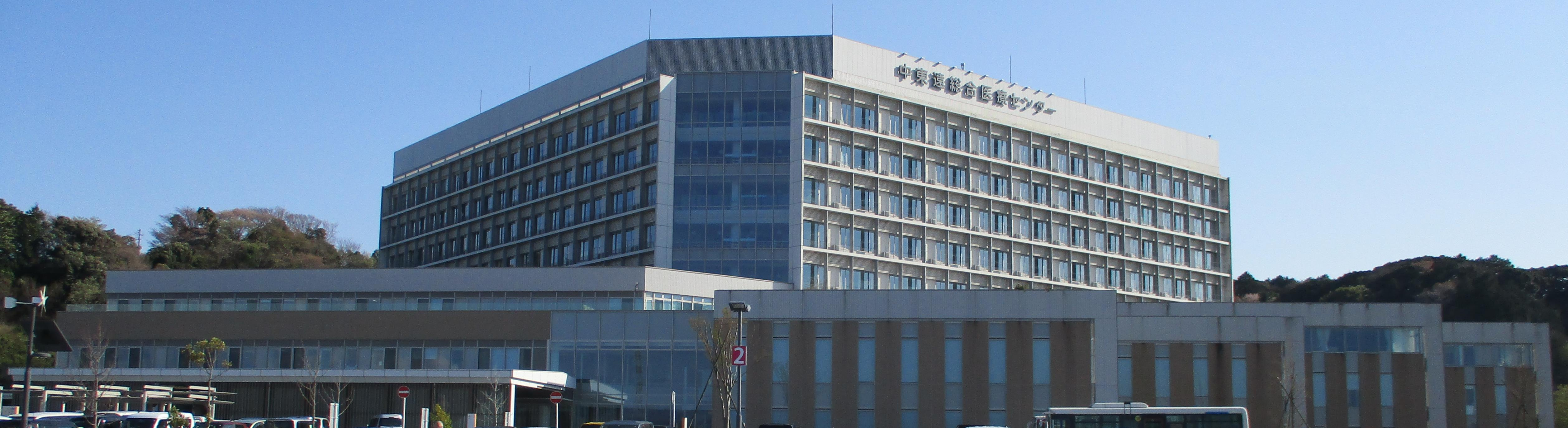
掛川市・袋井市病院企業団立中東遠総合医療センターの北側（2021年3月22日）

- 掛川駅（JR東海道新幹線/東海道線・天竜浜名湖鉄道天竜浜名湖線）から
  - しずてつジャストライン掛川大東浜岡線「中東遠総合医療センター」下車すぐ[15]
  - 掛川市自主運行バス市街地循環線【南回り】/東山線/粟本線/居尻線/倉真線/桜木線/掛川大須賀線「中東遠総合医療センター」下車すぐ

- 袋井駅（JR東海道線）
  - 袋井市自主運行バス袋井駅・中東遠総合医療センター線「中東遠総合医療センター」下車すぐ